# نامه عید پاک

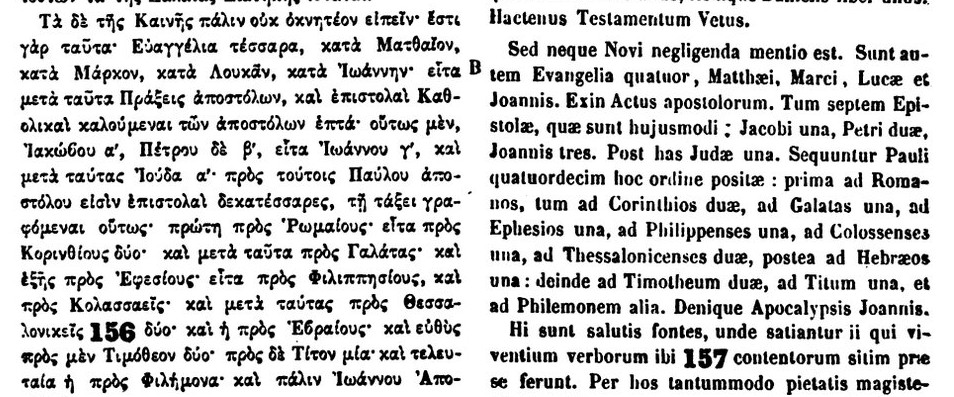
مجموعه ای از نامه‌های سالانه است که اسقف اسکندریه مطابق با تصمیم اولین شورای نیقیه، تاریخ برگزاری جشن عید پاک را اعلام کردند.

نامه عید پاک (انگلیسی: Easter letter) مجموعه ای از نامه‌های سالانه است که اسقف اسکندریه مطابق با تصمیم اولین شورای نیقیه، تاریخ برگزاری جشن عید پاک را اعلام کردند. شورا اسکندریه را به دلیل مکتب معروف نجوم آن انتخاب کرد، و تاریخ عید پاک به اعتدال بهاری و مراحل ماه بستگی دارد.